# Cucina ivoriana

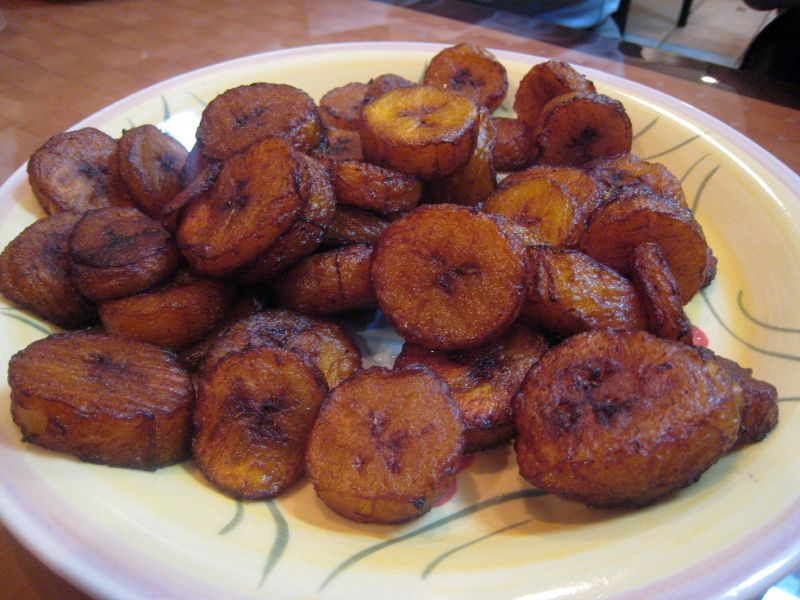
Alloco (plátani fritti)

La cucina ivoriana include i cibi e le pratiche culinarie della Costa d'Avorio: particolarmente impiegati nella cucina nazionale sono i tuberi, il grano, il maiale, il pollo, i frutti di mare, il pesce, la frutta fresca, le verdure e le spezie. La cucina ivoriana risulta piuttosto simile a quella di altri Paesi dell'Africa occidentale. I tuberi e gli alimenti a base di grano e farina, in particolare, costituiscono i principali alimenti di base. La Costa d'Avorio è uno dei principali esportatori mondiali di semi di cacao; abbondante è anche la produzione di olio di palma e la raccolta del caffè.
In Costa d'Avorio è diffusa una tipologia di ristorante all'aperto, chiamata maquis e presente esclusivamente in questo Paese, dove vengono solitamente serviti pollo e pesce alla brace conditi con attiéké, kedjenou, cipolle e pomodori.

## Cibi e piatti tipici

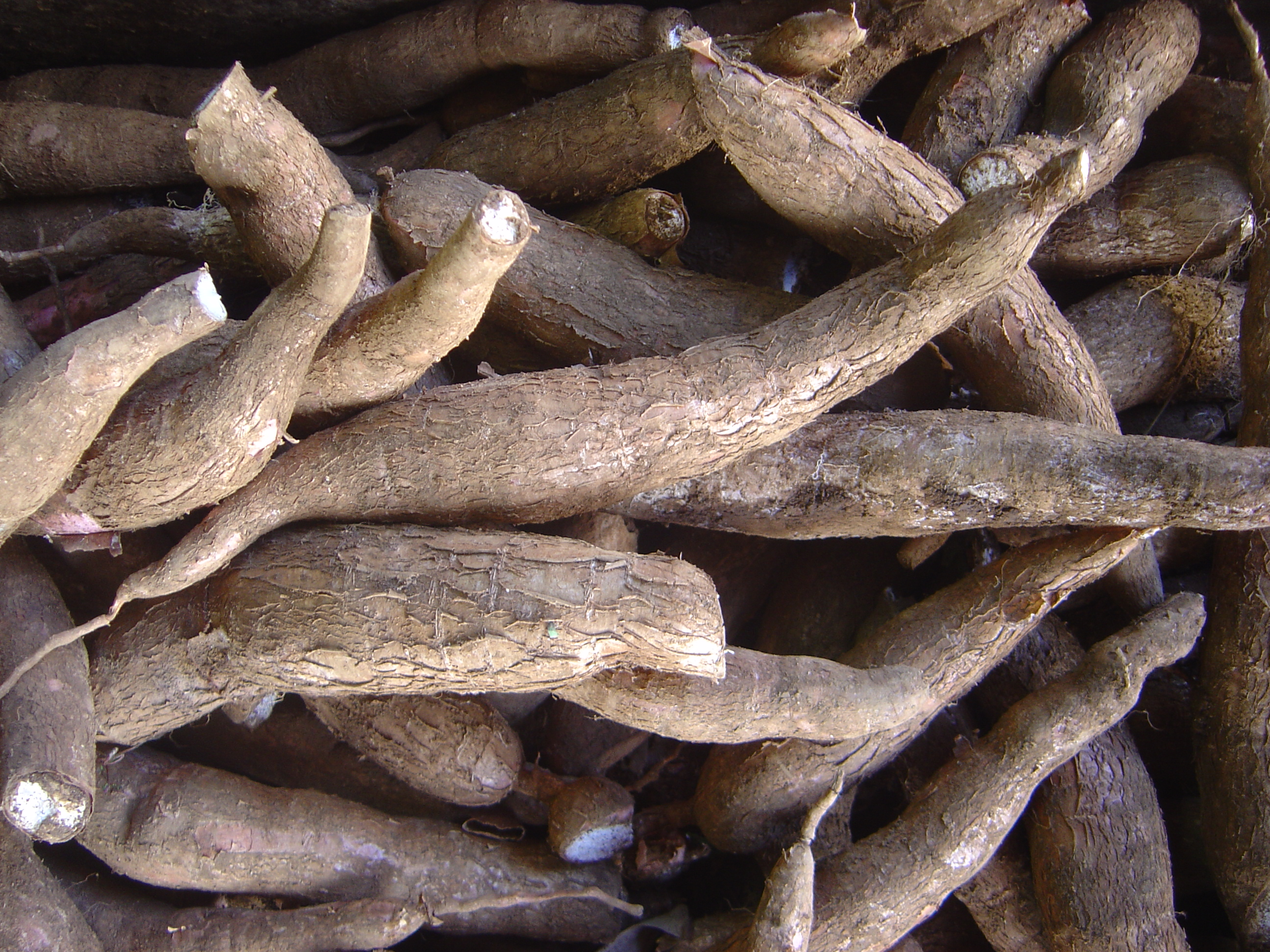
Cassava cruda

La cassava e i plátani sono largamente impiegati nella cucina ivoriana. Un impasto di mais chiamato aitiu viene spesso usato per preparare polpette di mais; anche le arachidi sono utilizzate in molti piatti tradizionali. L'Attiéké è un contorno molto popolare in Costa d'Avorio e consta di cassava gratinata; la consistenza di questo cibo, che di per sè ha un sapore blando ma può essere insaporito da brodo o da peperoni Scotch Bonnet, è simile a quella del couscous. È un alimento ottenuto dalla manioca fermentata e grattugiata. Viene spesso servito con pesce o pollo alla griglia o meglio fritto, accompagnato da cipolle, pomodori e peperoncini tagliati a dadini. L'alloco è un popolare cibo da strada che consiste nelle banane "plátano" fritte nell'olio di palma e insaporite con una salsa speziata fatta con cipolle e peperoncino; esso può venire consumato da solo, come spuntino, come contorno o con l'accompagnamento di un uovo bollito.
Pollo alla griglia e maiale alla griglia sono i due cibi non vegetariani più diffusi nel Paese. Sono spesso consumati anche i Numididi ("faraone"), la cui carne è a basso contenuto di grassi. I pesci può spesso usati a scopo culinario sono le sardine, gli sgombri, i gamberi e i tonni. Come in tutta l'Africa occidentale, inoltre, il pesce viene spesso sottoposto al processo di affumicatura.

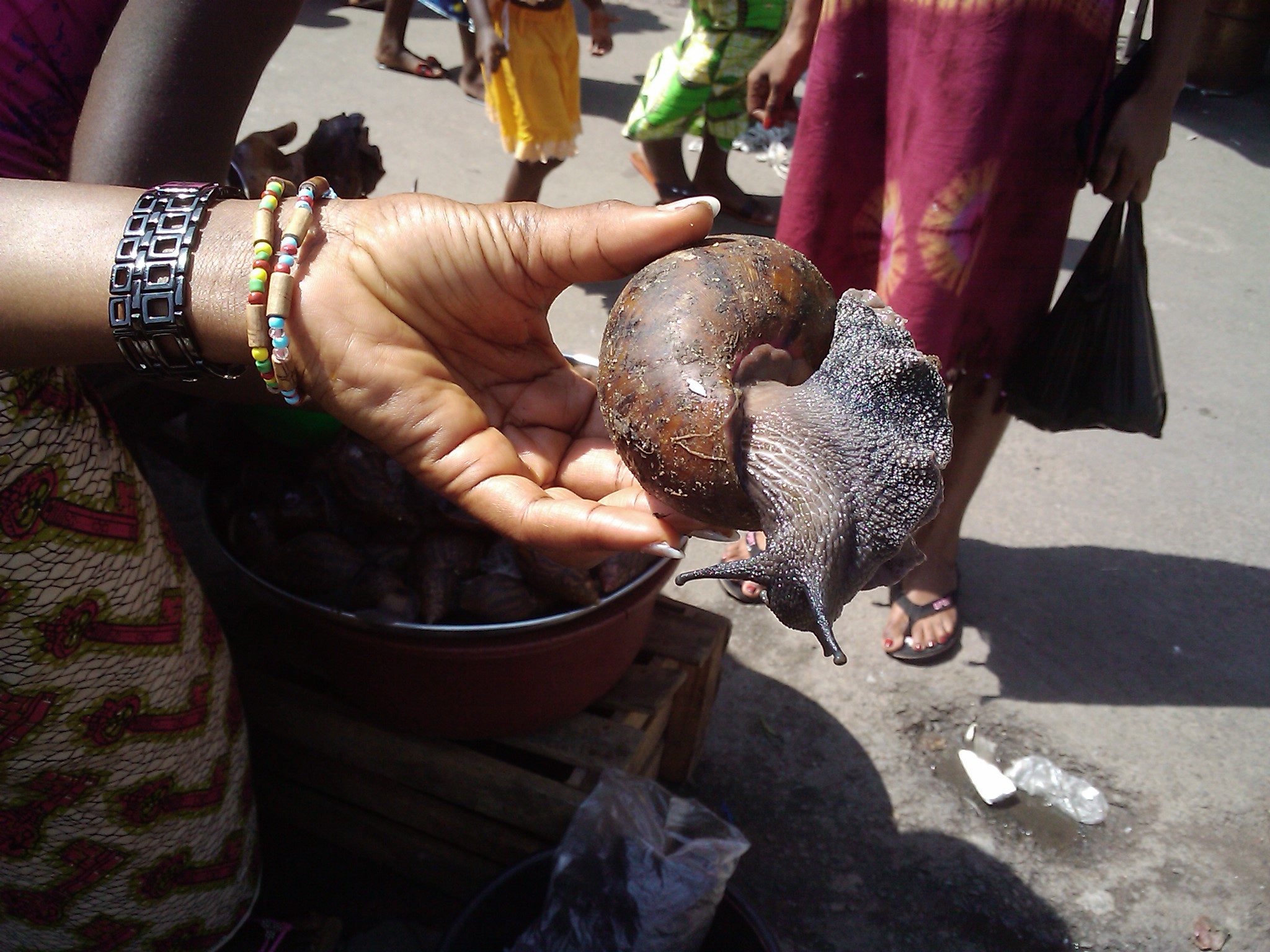
Chiocciole ivoriane

Altro cibo tipicamente ivoriano è il maafe (o mafeh), costituito da carne accompagnato da salsa di arachidi.
In Costa d'Avorio sono inoltre molto diffuse le zuppe; cotte a fuoco lento, possono contenere un'ampia varietà di ingredienti; il kedjenou, in particolare, è una zuppa speziata che viene cotta in un forno o in un'apposita pentola sigillata chiamata canari, in genere senza l'aggiunta di acqua. Questo metodo di cottura rende più tenera la carne di pollo e permette di rinforzare il sapore del pollo stesso e delle verdure messe a cuocervi insieme.
La carne di bovino è anch'essa molto consumata, sia cruda sia bollita per alcune ore. Anche le chiocciole di terra sono considerate una prelibatezza locale, sono molto apprezzate per la loro consistenza e sapore deciso: vengono di solito consumate in una salsa, oppure grigliate.

### Frutta e verdura

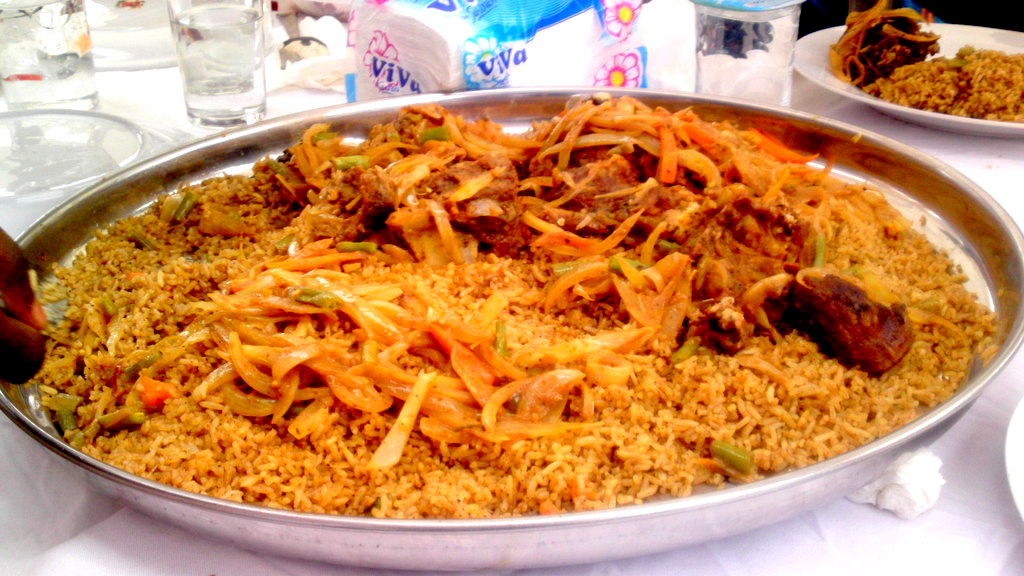
Riz gras

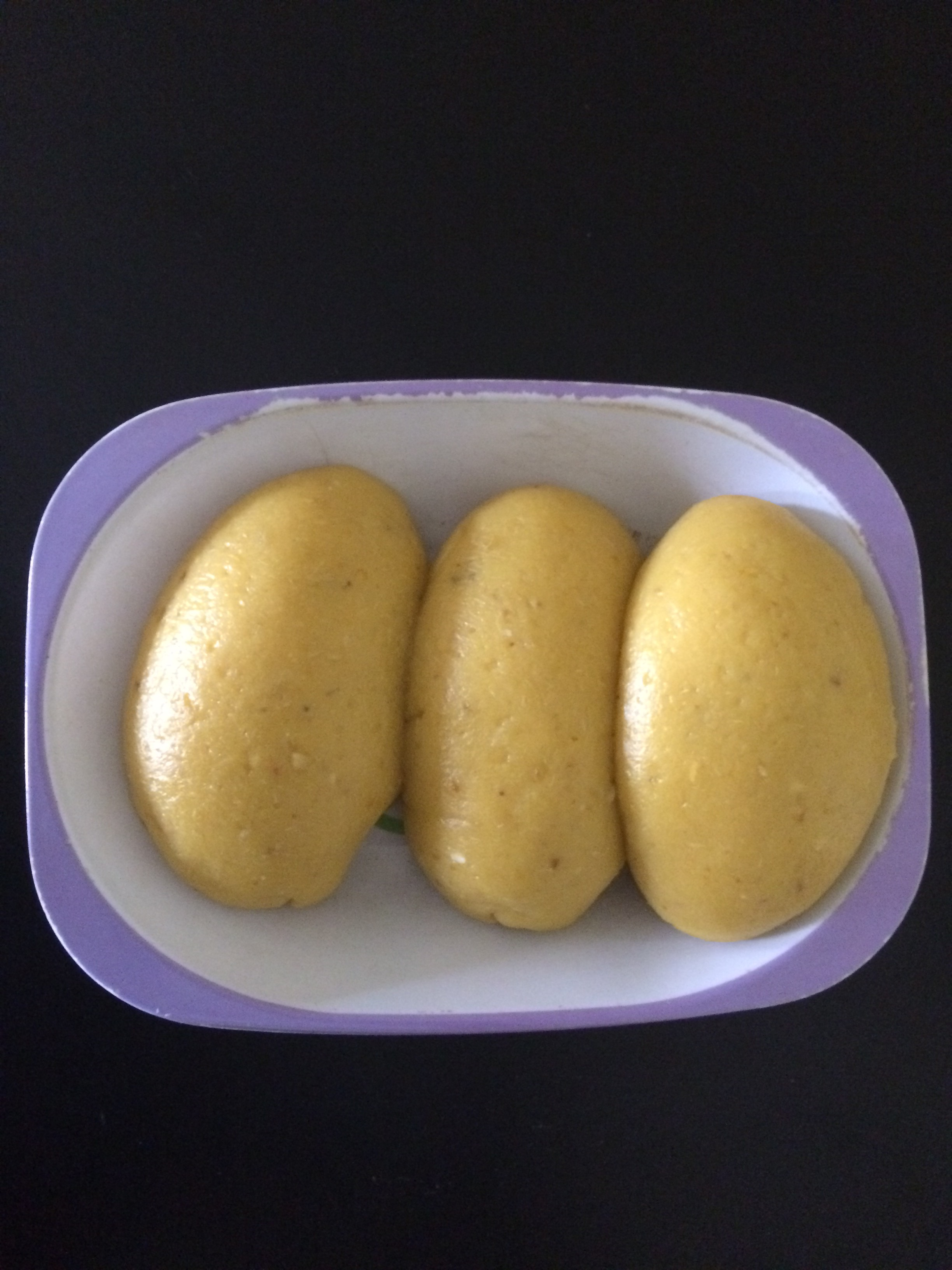
Foutou

I frutti più utilizzati nella cucina ivoriana sono mango, frutto della passione, mandarini, noci di cocco e graviola. Le melanzane sono impiegate nella preparazione di molti piatti locali. Il foutou è una pasta densa ottenuta da banane (plantain) macinate e olio di palma, servito con salse di noci di palma, d'arachide, gombo. Il Gombo frais è uno stufato preparato con pomodori, gombo e olio di palma; esso può essere servito con un contorno di banane fritte o di riz gras ("riso grasso"), una versione ivoriana del riso jollof nella quale i chicchi di riso vengono cotti in una zuppa fatta con cipolle fritte in un impasto zuccherino e cotte insieme ad aglio, salsa di pomodoro e pomodori freschi.

### Bevande
Un vino di palma diffuso in Costa d'Avorio è il Bangui; esso è diffuso anche in altri Stati africani, tra cui la Repubblica Centrafricana, dalla cui capitale prende infatti il nome. Lo Gnamakoudji è una bevanda basata sulla polpa di zenzero spremuta mediante un setaccio e successivamente mescolata a succo d'ananas, limone e vaniglia. Il Nyamanku, inoltre, prevede la liquefazione della radice dello zenzero e l'unione ad essa di succo d'arancia, succo d'ananas e succo di limone.